# Szabó Miklós (énekes)
Szabó Miklós Imre (Székesfehérvár, 1909. november 27. – Budapest, 1999. május 22.) magyar operaénekes (tenor), librettista, műfordító, ifjúsági író.

## Életrajza
Már a ciszterci rend gimnáziumának tanulójaként felfigyeltek kiváló énekhangjára és rendszeresek voltak fellépései. Zenei képzését a budapesti a Pázmány Péter Tudományegyetem magyar–latin–német–olasz szakára beiratkozva is folytatta, elsősorban Max Herzbergnél, aki a tehetséges ifjú hangját 1927–1930 között honorárium nélkül képezte.
Alapos felkészültségének, kiváló énektechnikájának köszönhetően hosszú aktív pályát futott be; 1937-től hatvanéves koráig, 1969-ig állt szerződésben vezető énekesként neves társulatoknál. Nyugdíjba vonulása után is sokáig vállalt – elsősorban jótékonysági – fellépéseket, emellett elsősorban műfordítással, irodalommal és fiatal, tehetséges énekesek – általában honorárium nélküli – oktatásával foglalkozott. 1999. május 22-én hunyt el Budapesten.

## Operaénekesi pályafutása
Magánénekesi pályafutásának állomásai: a Városi Színház 1937–1938, a Magyar Rádió 1939–1941, a Magyar Állami Operaház 1941–1946, a Vígopera 1946–1948, az Országos Filharmónia 1948–1957. 1957-ben Vaszy Viktor hívására szerződött a Szegedi Nemzeti Színházhoz, ahol nyugdíjba vonulásáig, 1969-ig a társulat vezető tenoristája volt. Pályafutásának ebben a termékeny időszakában volt t. k. a Tosca Cavaradossija, a Manon Lescaut Des Grieux lovagja, a Pillangókisasszony Pinkertonja, a Don Pasquale Ernestója, a Traviata Alfrédja, Carl Orff A Hold című művének parasztlegénye, a Hunyadi László V. László királya; ez utóbbi szerepét és a Bánk bán Ottóját rendkívüli sikerrel énekelte a Szegedi Szabadtéri Játékokon is, melynek hatezer fős nézőtere előtt, pályája végén,  nyolcvanesztendősen énekelte Altoum császár szerepét Puccini Turandotjában.

## A koncertpódiumon
Kiváló zenei képességei a koncertpódiumon, elsősorban oratóriumok (t. k. Bach: János passió, Verdi: Requiem, Bartók: Cantata Profana, Honegger: Dávid király) tenor szólóinak világszínvonalú előadásában, illetve kortárs művek (t. k. Sugár Rezső Hősi ének című oratóriuma, Horusitzky Zoltán Báthory Zsigmond című operája) bemutatásában és sikerre vitelében is megmutatkoztak. Nem idegenkedett a könnyű műfajtól és a magyar nótától sem; igényes előadása széles körben népszerűvé tette.

## Hang- és képfelvételei
A Magyar Rádió, melynek 1939–1941 között szólistája is volt, mintegy 38 órányi ma is hallható felvételét őrzi (pl. Erkel Hunyadi Lászlójának, Donizetti Lammermoori Luciájának (Gyurkovics Máriával és Svéd Sándorral készült) teljes felvétele, Horusitzky Zoltán: Báthory Zsigmond című operája). Klasszikus operettekből, illetve -részletekből (tk. Offenbach, ifj. Johann Strauss, Jacques Lecocq, Karl Zeller, Franz von Suppé, Leo Fall, Lehár Ferenc, Kálmán Imre, Huszka Jenő, Fényes Szabolcs, Farkas Ferenc, Gyöngy Pál, Harmath Imre műveiből) számos felvétele készült.
Mivel pályájának legaktívabb időszaka megelőzte a televízió nagyarányú elterjedését, tévéfelvétel meglehetősen kevés maradt fenn róla. A fellelhető néhány operett-jelenetben neves pályatársakkal (t. k. Neményi Lilivel, Maleczky Oszkárral, Sándor Judittal, Gencsy Sárival, Szilvássy Margittal, Petress Zsuzsával) lép fel. Szólistaként és vokálegyüttes tagjaként közreműködött több második világháború előtti magyar filmben. Idős korában két portréfilmet készített róla a Magyar Televízió, illetve a Duna Televízió, több portréműsort a Magyar Rádió.

## Műfordítói és irodalmi munkássága, kompozíciói
Bölcsész végzettsége, több nyelv magas szintű ismerete és irodalmi tehetsége lehetővé tette, hogy a magyar nyelv szerelmeseként – a kor zenei gyakorlatának megfelelően magyar nyelvű előadások számára – igényes, prozódiailag mintaszerű, kiválóan énekelhető, az eredeti szöveg költőiségét és zeneiségét megtartó műfordításokat alkosson. Huszonnyolc opera, oratórium és operett teljes fordítása mellett dalokat fordított az olasz és német mellett spanyol, francia, orosz, szlovák, finn és svéd nyelvből.
Műfordításain túl önálló szövegkönyvet írt dr. Vasady Balogh Lajos Stuart Mária című színpadi művéhez és alkotott más kortárs szerzők (pl. Fényes Szabolcs, Ribáry Antal) számára is. Értékes költői termése számtalan vers és versciklus. A Móra Ferenc Könyvkiadónál megjelent Erdélytől Floridáig című történelmi–ifjúsági regénye nagy sikert aratott. A magyar jakobinus mozgalom témájában írt regénye egyelőre kiadatlan. Számos dalt komponált klasszikus és kortárs magyar költők verseire, ezen kívül komponált népies műdalokat és sanzonokat is (pl. A Múzeum-kert előtt várlak én).

## Pályafutásának értékelése
Sebestyén János orgona- és csembalóművész, a Zeneakadémia professzora temetői búcsúbeszédében „tudós énekesnek” nevezte a művészt. Kiváló énektechnikája, mintaszerű szövegmondása, kimagasló zenei képességei, stílusismerete, előadói készsége korának vezető énekesei közé emelte, aki pályájának hat évtizede alatt máig ható élményt nyújtott a közönség több generációja számára.

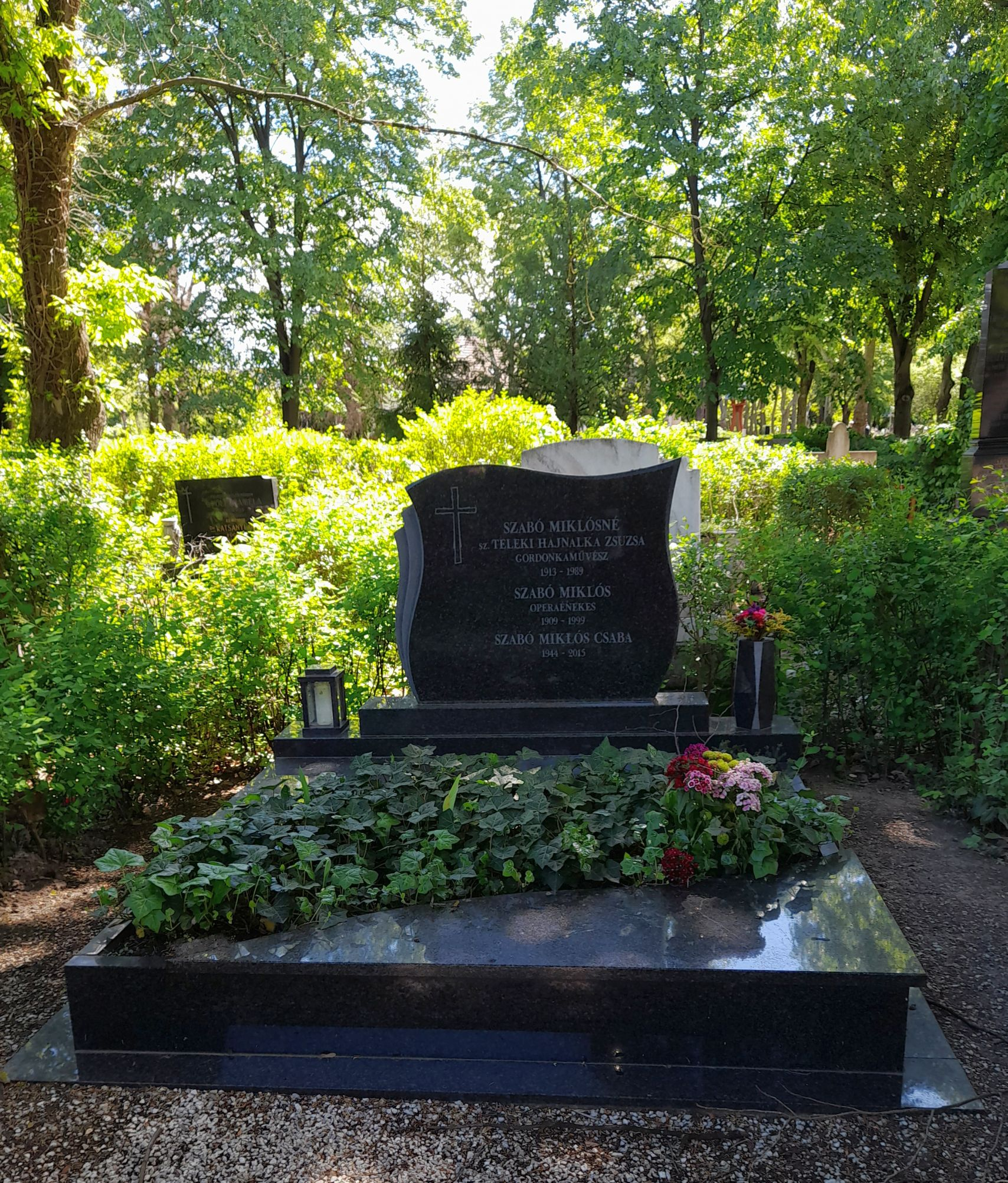
Szabó Miklós operaénekes sírja Budapesten, 2024-ben. Megyeri temető: 20/0/1/94-95.

## Díjai, elismerései
- Liszt Ferenc-díj (1956)
- Érdemes művész (1961)
- A Magyar Köztársasági Érdemrend tisztikeresztje[5]
- Budapest díszpolgára (posztumusz, 2016)[6]

## Emlékének ápolása
Egykori budapesti lakóházát (VI. ker., Székely Bertalan u. 5.) 2004 óta, szegedi lakóhelyét (Deák Ferenc u. 22.) 2010 óta emléktábla jelöli. Írásai többségének kiadása és legkiválóbb felvételeinek megjelentetése az utókorra vár.[forrás?]